# Zacarías González Velázquez

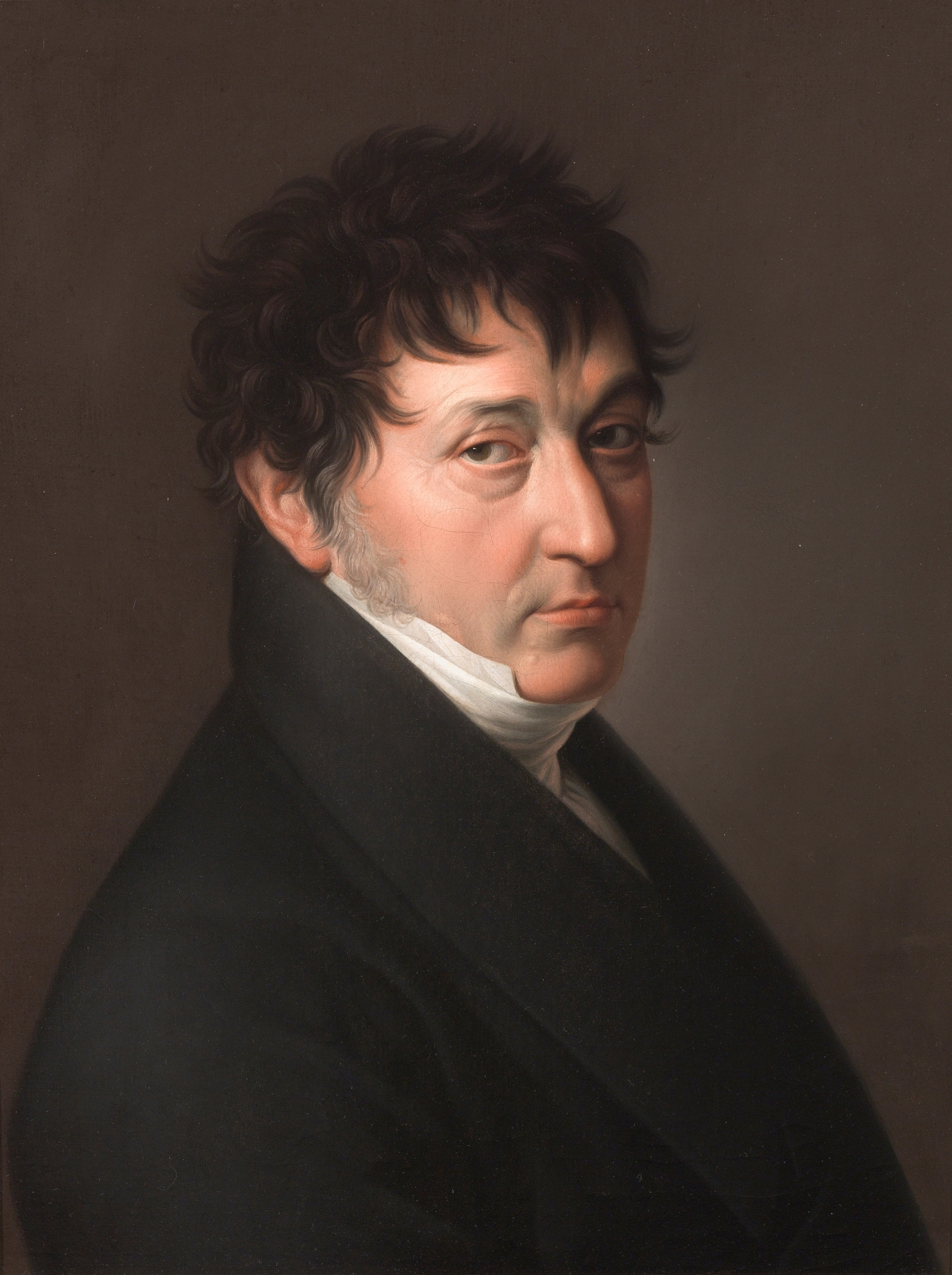
Autoritratto di Zacarías González Velázquez tra il 1810 e il 1813 (Museo del Prado, Madrid).

Zacarías González Velázquez (Madrid, 1763 – Madrid, 1834) è stato un pittore spagnolo.

## Biografia
Figlio del pittore Antonio González Velázquez, iniziò la sua formazione artistica presso la Real Academia de Bellas Artes de San Fernando, diretta da suo padre, e fu allievo di Mariano Salvador Maella.
Realizzò vari affreschi con scene allegoriche e mitologiche nelle stanze del Palazzo Reale di El Pardo e del Palazzo Reale di Madrid, e quadri di soggetto religioso per vari committenti, come la cattedrale di Jaén, la cattedrale di Toledo, l'Oratorio del Caballero de Gracia di Madrid. Per la Fabbrica Reale di Arazzi di Santa Bárbara realizzò cartoni per affreschi con scene marine da bozzetti del Maella. Dal 1828 fu nominato direttore dell'Accademia.
Zacarías continuò quindi la tradizione di famiglia, affrescando le cupole, ed eseguendo grandi composizioni; inoltre fu un apprezzato ritrattista e ci ha lasciato ottimi saggi.

## Opere
- Decorazioni di diverse stanze del Casino de la Reina, del Palazzo Reale di El Pardo, del Palazzo Reale di Aranjuez e del Palazzo Reale di Madrid, la maggior parte con scene mitologiche;
- Pittore di cartoni per arazzi nella Fabbrica Reale di Arazzi di Santa Bárbara;
- Pittore di scene religiose per le chiese di Madrid:
  - Ciclo di vita di San Francisco de Asís che fu dipinto per la Basilica Reale di San Francesco il Grande;
- Autoritratto (Reale Accademia di Belle Arti di San Fernando);
- Cristo crocifisso (Reale Accademia di Belle Arti di San Fernando);
- Manuela González Velázquez che suona il pianoforte (Museo Lázaro Galdiano);
- Ritratto della regina Isabella di Braganza (Museo del Romanticismo);
- Ritratto di doña María Luisa de Parma, regina di Spagna (Museo di Storia di Madrid).

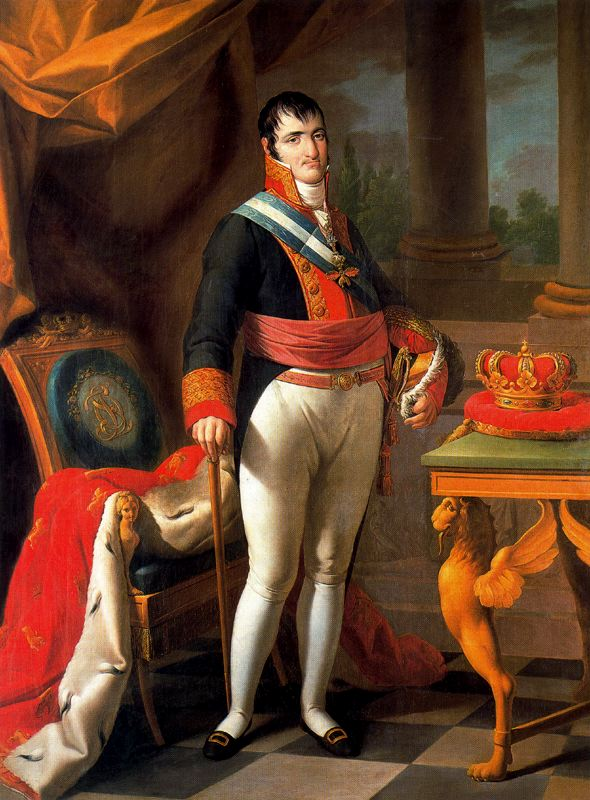
Ritratto di Fernando VII. Collezione Banco de España.
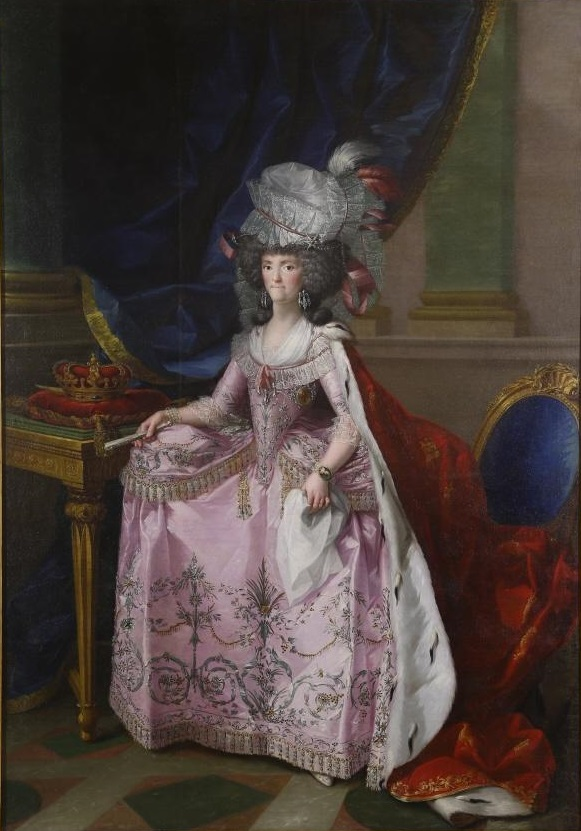
Ritratto di Maria Luisa de Parma. Museo de Historia de Madrid.
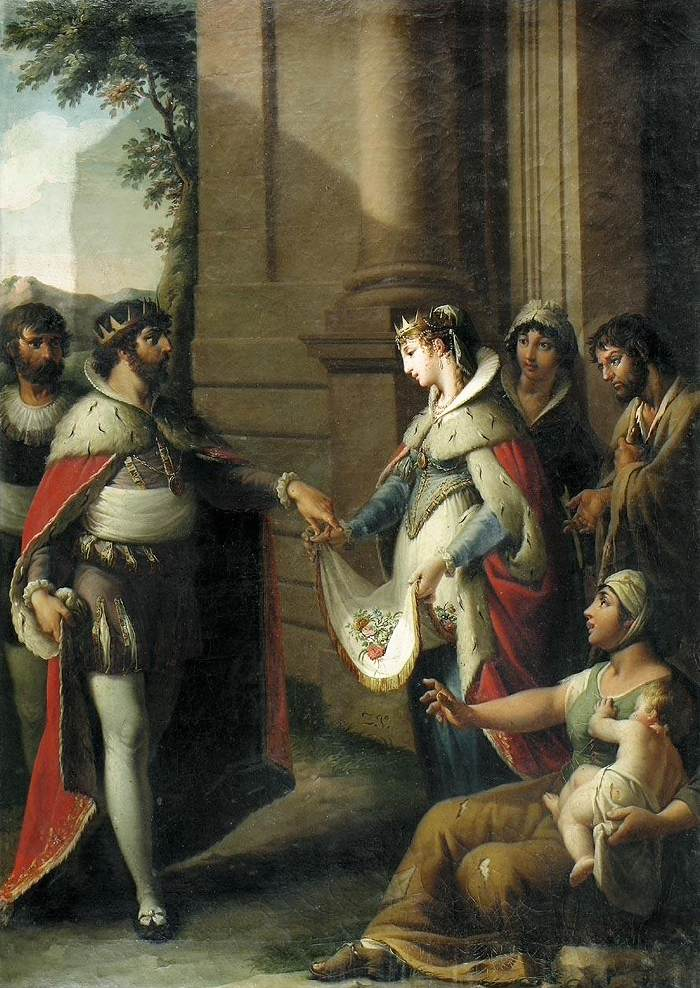
El milagro de Santa Casilda de Toledo. Collezione privata.
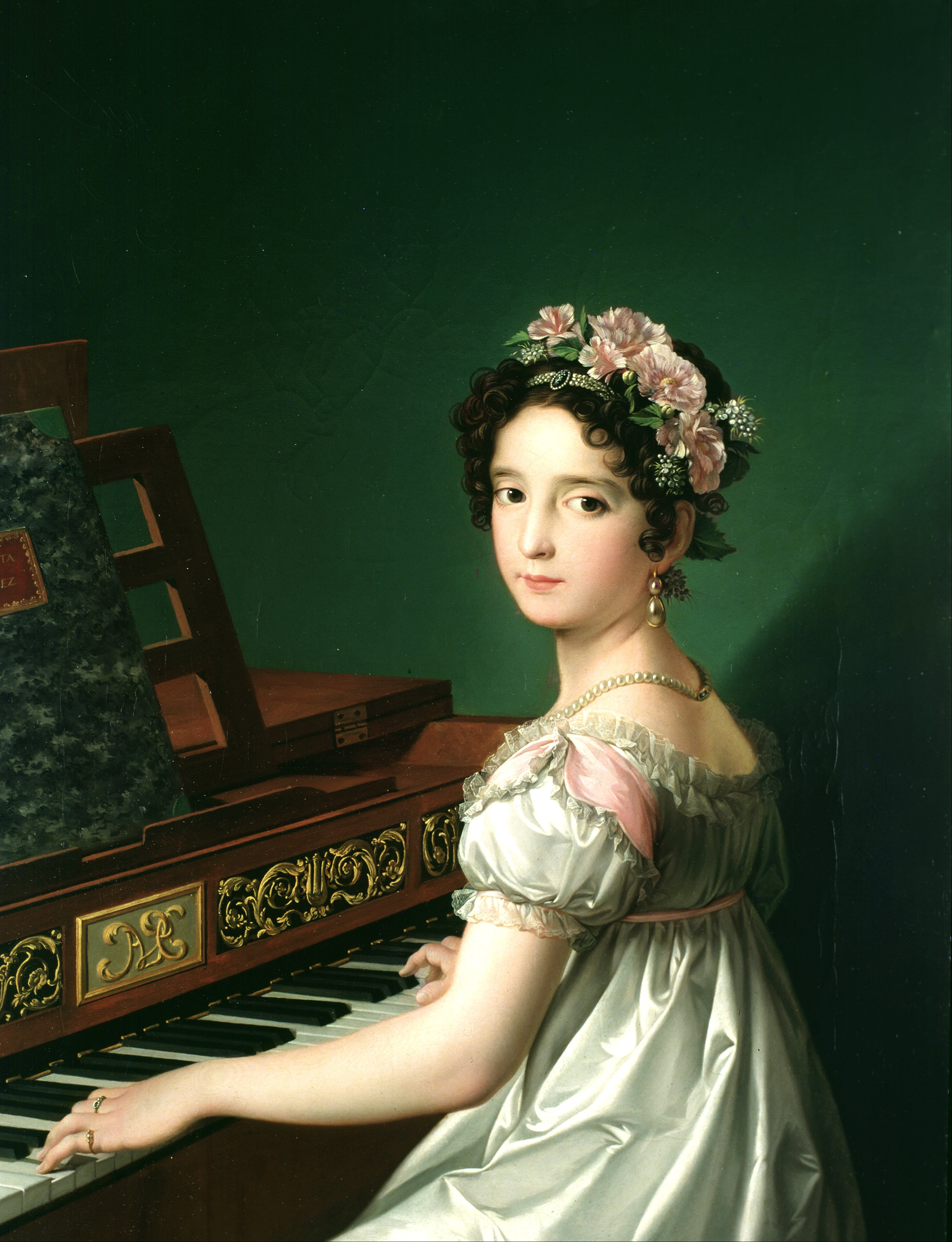
Manuela González Velázquez, tocando el piano. Museo Lázaro Galdiano.
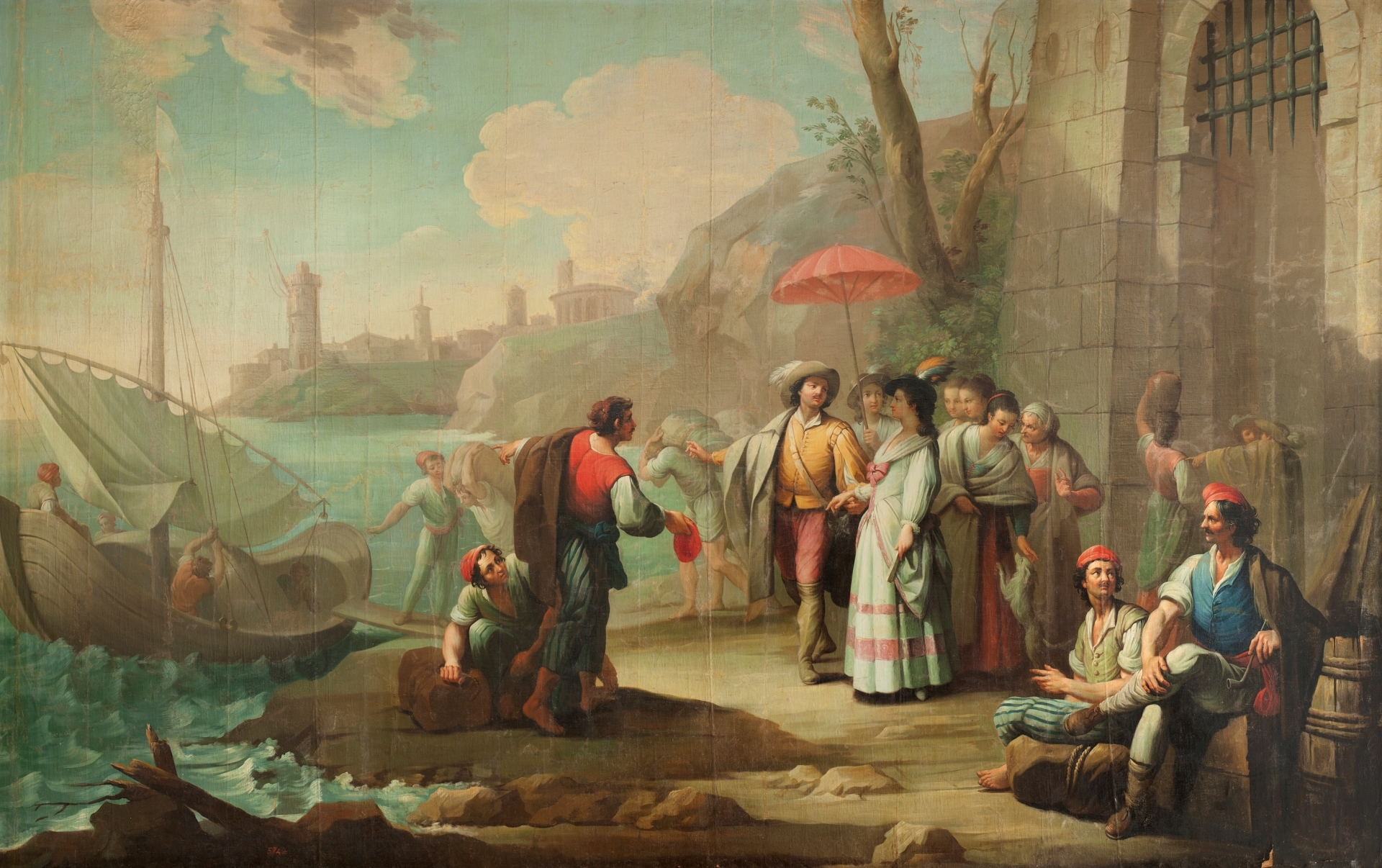
Embarque de una familia en una tartana. Museo del Prado.
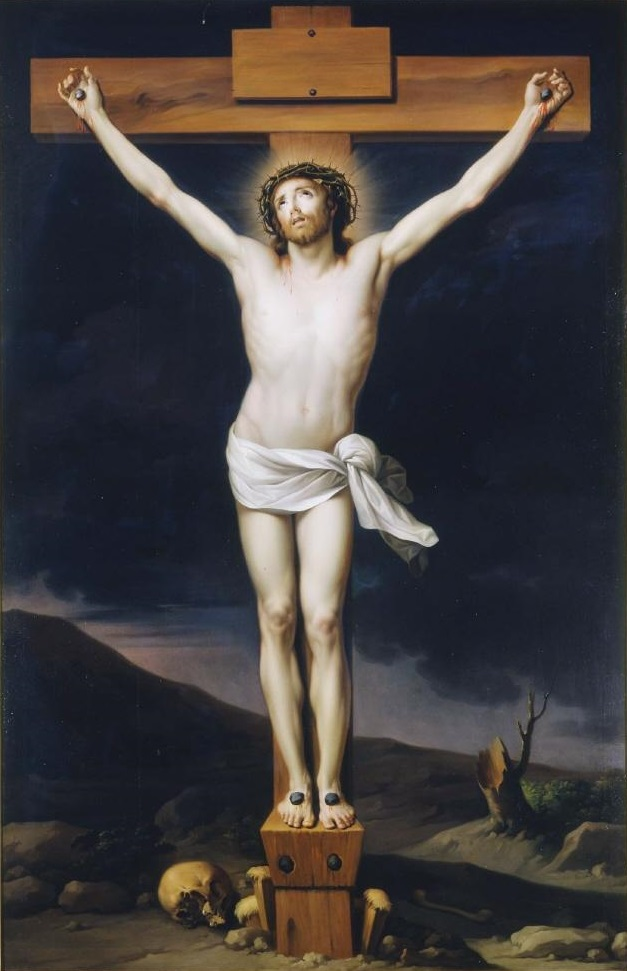
Cristo crucificado. Reale Accademia di Belle Arti di San Fernando.
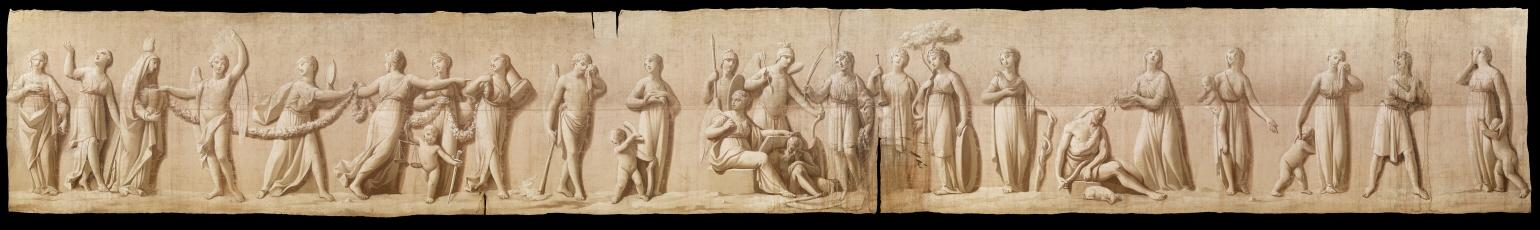
Fregio per il cenotafio di María Isabel de Braganza. Museo Cerralbo.
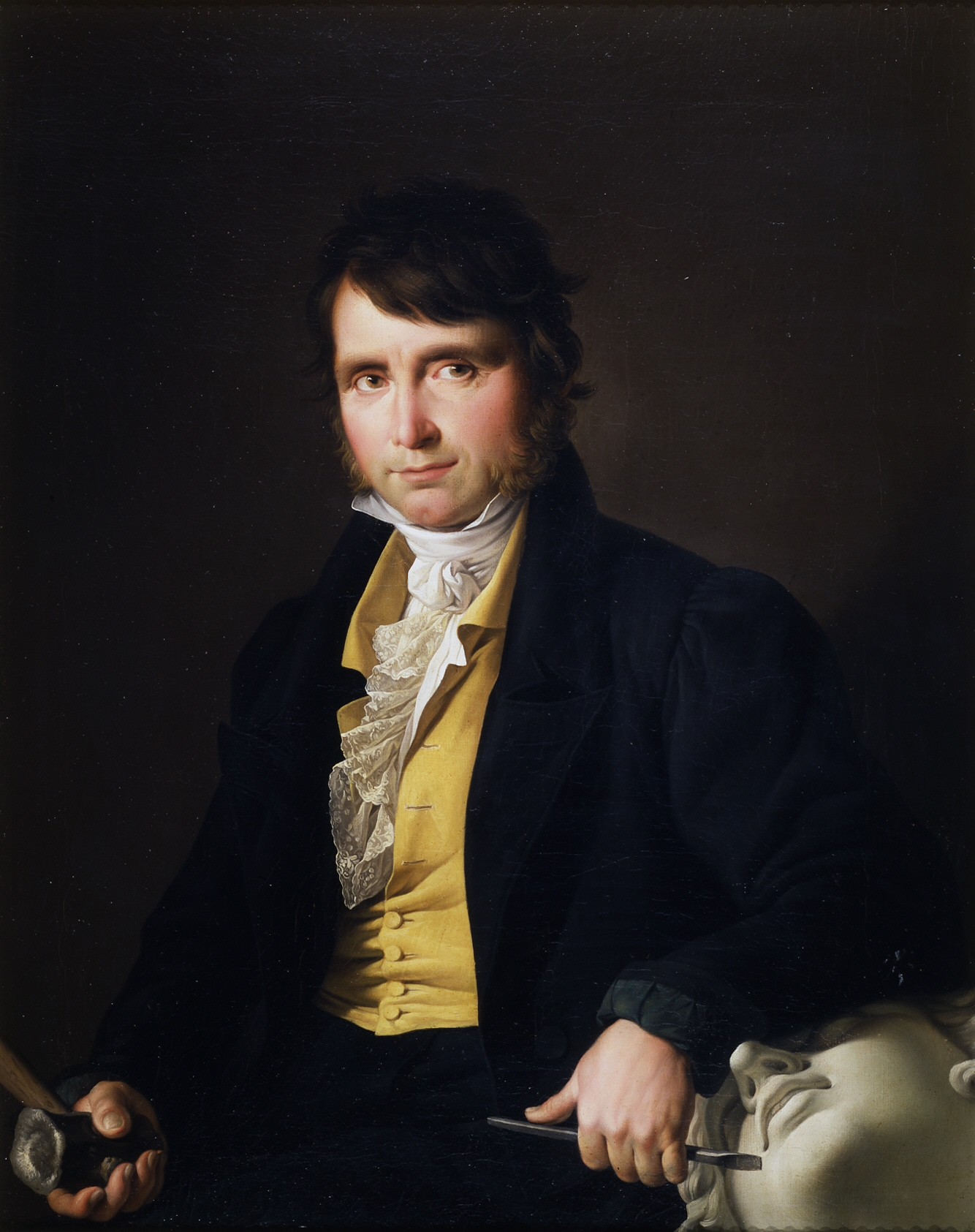
Francisco Elías Vallejo. Reale Accademia di Belle Arti di San Fernando.